# Natalina Capoferri
Natalina Capoferri (Brescia, 6 novembre 1992) è una discobola italiana.

## Biografia
Su consiglio della professoressa di educazione fisica delle scuole medie, inizia a praticare atletica leggera all'età di 11 anni nella categoria Esordienti (prima con i salti e la velocità ed in seguito passando ai lanci col peso e soprattutto col disco) nel 2003 gareggiando per l'Atletica Chiari 1964 Libertas sino al 2009. Dal 2010 è tesserata con l'Atletica Brescia 1950.
Nel triennio 2006-2007-2008 partecipa prima ad entrambi i campionati italiani cadette ('06-'07) e poi ai nazionali allieve ('08), gareggiando nell'occasione sia nel getto del peso che nel lancio del disco.
Due prime volte nel 2009: dopo aver saltato la stagione agonistica al coperto, esordisce ai campionati italiani assoluti gareggiando a Milano dove giunge in 14ª posizione nel lancio del disco; vince in seguito la sua prima medaglia in un campionato italiano giovanile, con l'argento ai nazionali allieve.
Al suo primo anno da juniores nel 2010 ottiene cinque piazzamenti in altrettante finali di campionati nazionali di categoria ed assoluti (10ª a Grosseto).
2011, diventa vicecampionessa italiana juniores nel lancio del disco, gareggia agli assoluti di Torino terminando la finale al 15º posto ed ottiene altri tre piazzamenti in altrettanti campionati di categoria.
Il 2012, al suo primo anno da promessa, la vede vincere il suo primo titolo italiano, diventando campionessa nazionale universitaria nel getto del peso; sempre nel peso si aggiudica la medaglia di bronzo agli italiani promesse. Prende parte agli assoluti di Bressanone finendo in 14ª posizione ed inoltre ottiene tre piazzamenti in altrettante finali nei vari campionati nazionali.
Nel 2013 fa il suo esordio in una rassegna internazionale giovanile: in Finlandia prende parte agli Europei under 23 di Tampere dove, il 13 luglio, non riesce però ad andare oltre la fase di qualificazione alla finale.
Si laurea vicecampionessa nazionale promesse nel disco, agli italiani invernali di lanci in cui si piazza quinta tra le assolute; anche ai campionati italiani under 23 vince l'argento nel lancio del disco e nella stessa specialità ottiene anche il bronzo ai nazionali universitari. Agli assoluti di Milano finisce la finale in sesta posizione ed inoltre ottiene quattro piazzamenti in altrettante finali di vari campionati italiani.
Il 14 giugno del 2014 la vede vincere i Mediterranei under 23 svoltisi ad Aubagne in Francia.
Ai campionati italiani vince quattro medaglie, con due titoli, su cinque finali disputate nel lancio del disco: oro sia agli universitari che agli italiani promesse, argento tra le under 23 agli italiani invernali di lanci (sesta assoluta), bronzo agli assoluti di Rovereto il 19 luglio.
Al suo primo anno da seniores, nel 2015 vince la medaglia di bronzo ai campionati nazionali universitari nel lancio del disco (nona nel getto del peso); agli assoluti invece conclude quinta tra le assolute agli italiani invernali di lanci e quarta agli assoluti di Torino.
Il 21 febbraio del 2016 vince a Lucca il suo primo titolo italiano assoluto nel disco in occasione degli invernali di lanci (davanti alla campionessa uscente Stefania Strumillo); in seguito al successo partecipa alla Coppa Europa invernale di lanci facendo così il suo esordio con la Nazionale seniores: il 13 marzo in Romania ad Arad arriva sesta nel lancio del disco, la prima delle italiane.
Il 25 maggio a Tarquinia superando per la prima volta in carriera "la fettuccia" dei 56 m (56,28 m per la precisione) realizza, oltre che il suo nuovo primato personale, soprattutto il minimo utile di qualificazione (56,00 m) per gli Europei di Amsterdam.
Inoltre si aggiudica l'oro nel lancio del disco anche ai nazionali universitari. Agli assoluti termina al dodicesimo posto al coperto, mentre finisce quinta agli outdoor di Rieti.
Agli Europei di Amsterdam (Paesi Bassi) il 6 luglio non riesce a superare la fase di qualificazione alla finale.

## Progressione

### Lancio del disco
| Stagione | Misura  | Luogo               | Data      | Rank. Mond. |
| -------- | ------- | ------------------- | --------- | ----------- |
| 2016     | 56,28 m | Tarquinia           | 25-5-2016 | -           |
| 2015     | 54,79 m | Olgiate Olona       | 11-7-2015 | -           |
| 2014     | 53,66 m | Desenzano del Garda | 6-4-2014  | -           |
| 2013     | 49,79 m | Savona              | 22-5-2013 | -           |
| 2012     | 47,52 m | Saronno             | 12-5-2012 | -           |
| 2011     | 45,24 m | Castelfranco Emilia | 5-6-2011  | -           |
| 2010     | 44,57 m | Busto Arsizio       | 24-6-2010 | -           |
| 2009     | 44,49 m | Chiari              | 3-5-2009  | -           |
| 2008     | 41,33 m | Busto Arsizio       | 4-5-2008  | -           |
| 2007     | 37,74 m | Castenedolo         | 30-6-2007 | -           |

## Palmares
| Anno | Manifestazione        | Sede      | Evento           | Risultato | Misura  | Note  |
| ---- | --------------------- | --------- | ---------------- | --------- | ------- | ----- |
| 2013 | Europei under 23      | Tampere   | Lancio del disco | 22ª (q)   | 43,61 m | [ 6 ] |
| 2014 | Mediterranei under 23 | Aubagne   | Lancio del disco | Oro       | 53,15 m | [ 7 ] |
| 2016 | Europei               | Amsterdam | Lancio del disco | 23ª (q)   | 53,16 m | [ 8 ] |

## Campionati nazionali
- 1 volta campionessa assoluta agli invernali di lanci nel lancio del disco (2016)
- 2 volte campionessa universitaria nel lancio del disco (2014, 2016)
- 1 volta campionessa universitaria nel getto del peso (2012)
- 1 volta campionessa promesse nel lancio del disco (2014)

2006
- 9ª al Campionato italiano lancio di disco e giavellotto cadetti e cadette, (Chiari), Lancio del disco - 28,83 m[9]

2007
- 11ª ai Campionati italiani cadetti e cadette, (Ravenna), Lancio del disco - 27,16 m[10]

2008
- 8ª ai Campionati italiani allievi-juniores-promesse indoor, (Ancona), Getto del peso - 10,37 m[11]
- 14ª ai Campionati italiani allievi e allieve, (Rieti), Getto del peso - 9,79 m[12]
- 8ª ai Campionati italiani allievi e allieve, (Rieti), Lancio del disco - 35,54 m[13]

2009
- 14ª ai Campionati italiani assoluti, Milano), Lancio del disco - 40,80 m[14]
- Argento ai Campionati italiani allievi e allieve, (Grosseto), Lancio del disco - 43,19 m[15]

2010
- 4ª ai Campionati italiani allievi-juniores-promesse indoor, (Ancona), Getto del peso - 12,13 m[16]
- 5ª ai Campionati italiani invernali di lanci, (San Benedetto del Tronto), Lancio del disco - 41,27 m (giovanili)[17]
- 5ª ai Campionati italiani juniores e promesse, (Pescara), Getto del peso - 11,63 m[18]
- 4ª ai Campionati italiani juniores e promesse, (Pescara), Lancio del disco - 41,73 m[19]
- 10ª ai Campionati italiani assoluti, (Grosseto), Lancio del disco - 42,32 m[20]

2011
- 9ª ai Campionati italiani allievi-juniores-promesse indoor, (Ancona), Getto del peso - 10,63 m[21]
- 5ª ai Campionati italiani invernali di lanci, (Viterbo), Lancio del disco - 41,42 m (giovanili)[22]
- 5ª ai Campionati italiani juniores e promesse, (Bressanone), Getto del peso - 11,32 m[23]
- Argento ai Campionati italiani juniores e promesse, (Bressanone), Lancio del disco - 43,90 m[24]
- 15ª ai Campionati italiani assoluti, (Torino), Lancio del disco - 44,03 m[25]

2012
- 5ª ai Campionati italiani invernali di lanci, (Lucca), Lancio del disco - 41,83 m (promesse)[26]
- Oro ai Campionati nazionali universitari, (Messina), Getto del peso - 12,38 m[27]
- 6ª ai Campionati nazionali universitari, (Messina), Lancio del disco - 43,68 m[28]
- Bronzo ai Campionati italiani juniores e promesse, (Misano Adriatico), Getto del peso - 12,21 m[29]
- 5ª ai Campionati italiani juniores e promesse, (Misano Adriatico), Lancio del disco - 45,48 m[30]
- 14ª ai Campionati italiani assoluti, (Bressanone), Lancio del disco - 44,16 m[31]

2013
- 5ª ai Campionati italiani invernali di lanci, (Lucca), Lancio del disco - 47,37 m (assolute)[32]
- Argento ai Campionati italiani invernali di lanci, (Lucca), Lancio del disco - 47,37 m (promesse)[33]
- 11ª ai Campionati italiani assoluti e promesse indoor, (Ancona), Getto del peso - 12,27 m (assolute)[34]
- 6ª ai Campionati italiani assoluti e promesse indoor, (Ancona), Getto del peso - 12,27 m (promesse)[34]
- 5ª ai Campionati nazionali universitari, (Cassino), Getto del peso - 11,99 m[35]
- Bronzo ai Campionati nazionali universitari, (Cassino), Lancio del disco - 47,34 m[36]
- 4ª ai Campionati italiani juniores e promesse, (Rieti), Getto del peso - 12,17 m[37]
- Argento ai Campionati italiani juniores e promesse, (Rieti), Lancio del disco - 49,56 m[38]
- 6ª ai Campionati italiani assoluti, (Milano), Lancio del disco - 48,40 m[39]

2014
- 6ª ai Campionati italiani invernali di lanci, (Lucca), Lancio del disco - 50,43 m (assolute)[40]
- Argento ai Campionati italiani invernali di lanci, (Lucca), Lancio del disco - 50,43 m (promesse)[41]
- Oro ai Campionati nazionali universitari, (Milano), Lancio del disco - 52,95 m[42]
- Oro ai Campionati italiani juniores e promesse, (Torino), Lancio del disco - 53,28 m[43]
- Bronzo ai Campionati italiani assoluti, (Rovereto), Lancio del disco - 52,19 m[44]

2015
- 5ª ai Campionati italiani invernali di lanci, (Lucca), Lancio del disco - 50,50 m[45]
- 9ª ai Campionati nazionali universitari, (Fidenza), Getto del peso - 11,01 m[46]
- Bronzo ai Campionati nazionali universitari, (Fidenza), Lancio del disco - 49,60 m[47]
- 4ª ai Campionati italiani assoluti, (Torino), Lancio del disco - 52,60 m[48]

2016
- Oro ai Campionati italiani invernali di lanci, (Lucca), Lancio del disco - 54,46 m[49]
- 12ª ai Campionati italiani assoluti indoor, (Ancona), Getto del peso - 12,35 m[50]
- Oro ai Campionati nazionali universitari, (Modena), Lancio del disco - 55,99 m[51]
- 5ª ai Campionati italiani assoluti, (Rieti), Lancio del disco - 51,33 m[52]

2020
- Argento ai campionati italiani assoluti, lancio del disco - 54,55 m

## Altre competizioni internazionali
2016
- 6ª nella Coppa Europa invernale di lanci, ( Arad), Lancio del disco - 53,04 m[53]